# Sándor Frigyes
Sándor Frigyes (Budapest, 1905. április 24. – Budapest, 1979. június 1.) magyar hegedűművész, karmester, pedagógus. Sándor Renée zongoraművész öccse. Felesége Dénes Vera gordonkaművész. Lánya, Sándor Anna (1950–2022) a Liszt Ferenc Kamarazenekar gordonkása.

## Életpályája
Stern Vilmos (1864–1915) csillárgyáros és Seidner Szidónia (1876–1971) fia. A budapesti Zeneművészeti Főiskolán Mambriny Gyulánál és Waldbauer Imrénél tanult. 1926-tól a Budapesti Ének- és Zenekar-egyesületben hangversenymestere, 1933-tól segédkarmestere volt. Karbántalmai miatt fokozatosan le kellett mondania az aktív hangszerjátékról. Az 1930-as évek közepén már elismert karmester volt, számos együttest (pl. a Magyar Női Kamarazenekart) dirigált. Főleg a barokk zene, Haydn és Mozart, valamint a 20. század magyar zeneműveinek bemutatását szorgalmazta. Bartók Béla 1939 nyarán írott vonószenekari Divertimentóját Magyarországon elsőként adta elő.
1939-ben az OMIKE zenekaránál ismerte meg Dénes Verát, akivel 1940-ben kötött házasságot és akivel a nyilasuralom alatt hamis papírokkal bujkáltak a felszabadulásig.
1945 után hegedűt és kamarazenét tanított a Székesfővárosi Felsőbb Zeneiskolában, valamint a Nemzeti Zenedében. 1949-ben 5 kötetes Hegedűiskolát adott közre Járdányi Pál, Rényi Albert és Szervánszky Endre közreműködésével. Ebben elsőnek publikálta az alapfokú oktatás számára kodályi és a népdalon alapuló pentaton melodika játékmódját. Szintén 1949-ben az akkor alakult Bartók Béla Zeneművészeti Szakiskola igazgatója nevezték ki. Emellett karmesteri tevékenységét is folytatta. 1958 és 1975 között a budapesti Zeneművészeti Főiskolán tanított kamarazenét. Tanítványaiból 1963-ban szervezte meg a Liszt Ferenc Kamarazenekart, amelynek haláláig a művészeti vezetője volt. 
Lánya, Sándor Anna (1950–2022) a Liszt Ferenc Kamarazenekar gordonkása.

## Emlékezete

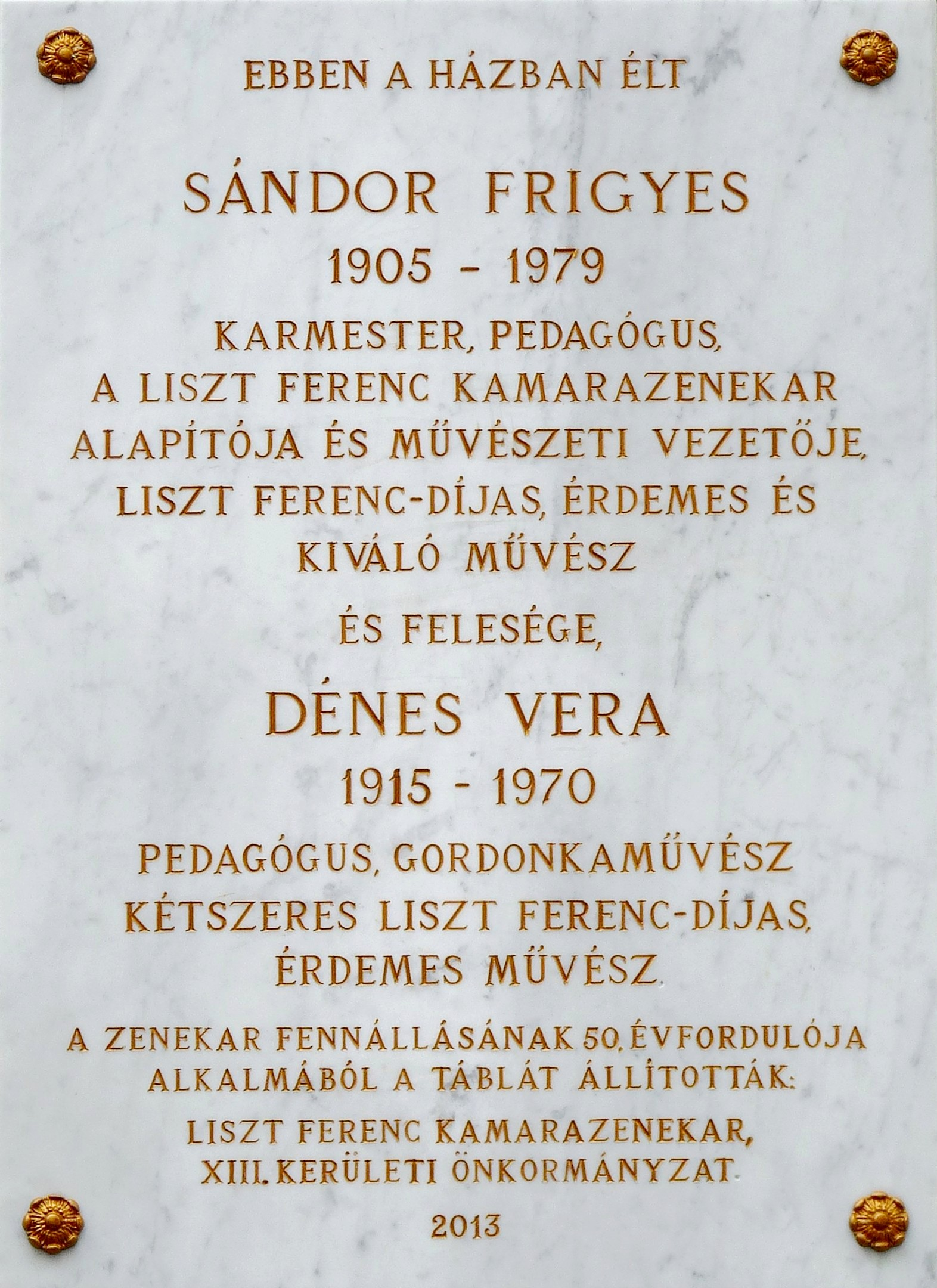
Feleségével közös emléktáblája egykori lakhelyükön, a XIII. kerület Kresz Géza utca 17. számú ház falán.

- Feleségével közös emléktáblája egykori budapesti lakhelyükön, a XIII. kerület Kresz Géza utca 17. számú ház falán látható.
- Dunaújvárosban az ő nevét viseli a város alapfokú művészeti iskolája, melynek bejárata előtt 2016 óta ott áll a mellszobra is (Rohonczi István alkotása).